# Agnes Penemulungu
Agnes Penemulungu là một thành viên của Quốc hội cho Lilongwe South ở Malawi. Bà được bầu vào vé Đảng Dân chủ Tiến bộ của Tổng thống Mutharika.

## Gia đình
Bà đã kết hôn với doanh nhân Malawian Lucky Penemulungu.

## Cái chết của Mutharika
Penemulungu đang trong một cuộc họp với Bingu wa Mutharika khi anh ngã quỵ và chết. Cái chết của Mutharika đã dẫn đến cuộc khủng hoảng hiến pháp ở Malawi. Cô lên giường nghỉ ngơi ngay sau đó. Bà đã bị Ủy ban điều tra của chính phủ Joyce Banda yêu cầu chính thức đặt câu hỏi như một phần của cuộc tập trận thu thập thông tin nhằm xác định tình huống xung quanh cái chết của Tổng thống Mutharika nhưng đã bình luận rằng ông "ngừng nói và sụp đổ".